# 奧古斯廷鄉 (布拉索夫縣)
46°03′N 25°33′E / 46.050°N 25.550°E
奧古斯廷鄉（羅馬尼亞語：Augustin, Brașov），是羅馬尼亞的鄉份，位於該國中部，由布拉索夫縣負責管轄，面積12平方公里，海拔高度475米，2007年人口1,662，人口密度每平方公里136人。